# Mont Wunu
Le mont Wunu (五女山 en chinois et Wǔ Nǚ Shān en pinyin, 오녀산 en coréen, « la montagne des cinq femmes ») est une montagne culminant à 821 mètres d'altitude en Chine. Elle possède une grande importance historique et culturelle car ce serait, selon les textes historiques, le lieu de naissance du royaume de Koguryo (ou  Goguryeo), un des Trois Royaumes de Corée au début de notre ère.

## Géographie
La montagne se situe dans le xian mandchou de Huanren dans le Nord-Est de la république populaire de Chine, à 8 km au nord du chef-lieu, au-dessus de la rivière Hunjiang maintenant bloquée par un barrage. La montagne culmine à 821 mètres d'altitude et forme un plateau entouré de falaises long de 1 500 mètres et large de 300 mètres.

## Histoire
Des découvertes archéologiques ont été faites il y a quelques années. Elles montrent que la montagne a été occupée très tôt : les plus vieilles pièces sont des poteries âgées de 4 500 ans datant de la fin du Néolithique. Des armes et des outils ont aussi été retrouvés.
Selon le Samguk Sagi, chronique compilée durant la période Koryŏ, en 1145, le royaume de Goguryeo aurait été fondé sur cette montagne en -37 avant que la capitale ne soit déplacée à la forteresse de Gungnae en l'an 3.
Ces fouilles réalisées sur 500 000 m2 ont été désignées comme étant l'une des 10 découvertes archéologiques majeures de 1999. Elles ont montré que la ville avait trois portes, était entourée par des murs de pierre et par la falaise. La muraille défensive était longue de 1 600 m avec des murs épais de 5 mètres en bas et 2,5 à 3,5 mètres en haut. Elle était divisée en deux sections, une ville haute et une ville basse. En haut il y avait une tour de guet (15 × 17 m), un réservoir et les fondations d'un palais. On y trouve également des restes d'entrepôts et de camps militaires avec des habitations en demi-cuvette. Des vestiges datant de la fin du Néolithique, des royaumes combattants, de la période des Printemps et des Automnes, des dynasties Han, Wei, Jin et Liao ont également été retrouvés, soit un millier d'objets en poterie, pierre, bronze ou fer. La ville de montagne de Wunu a été classée au patrimoine mondial de l'UNESCO en 2004 au sein de l'ensemble des « capitales et tombes de l'ancien royaume de Koguryo ». Cependant, sur ce site, les restes des vestiges sont recouverts par la terre et ne sont pratiquement pas visibles.

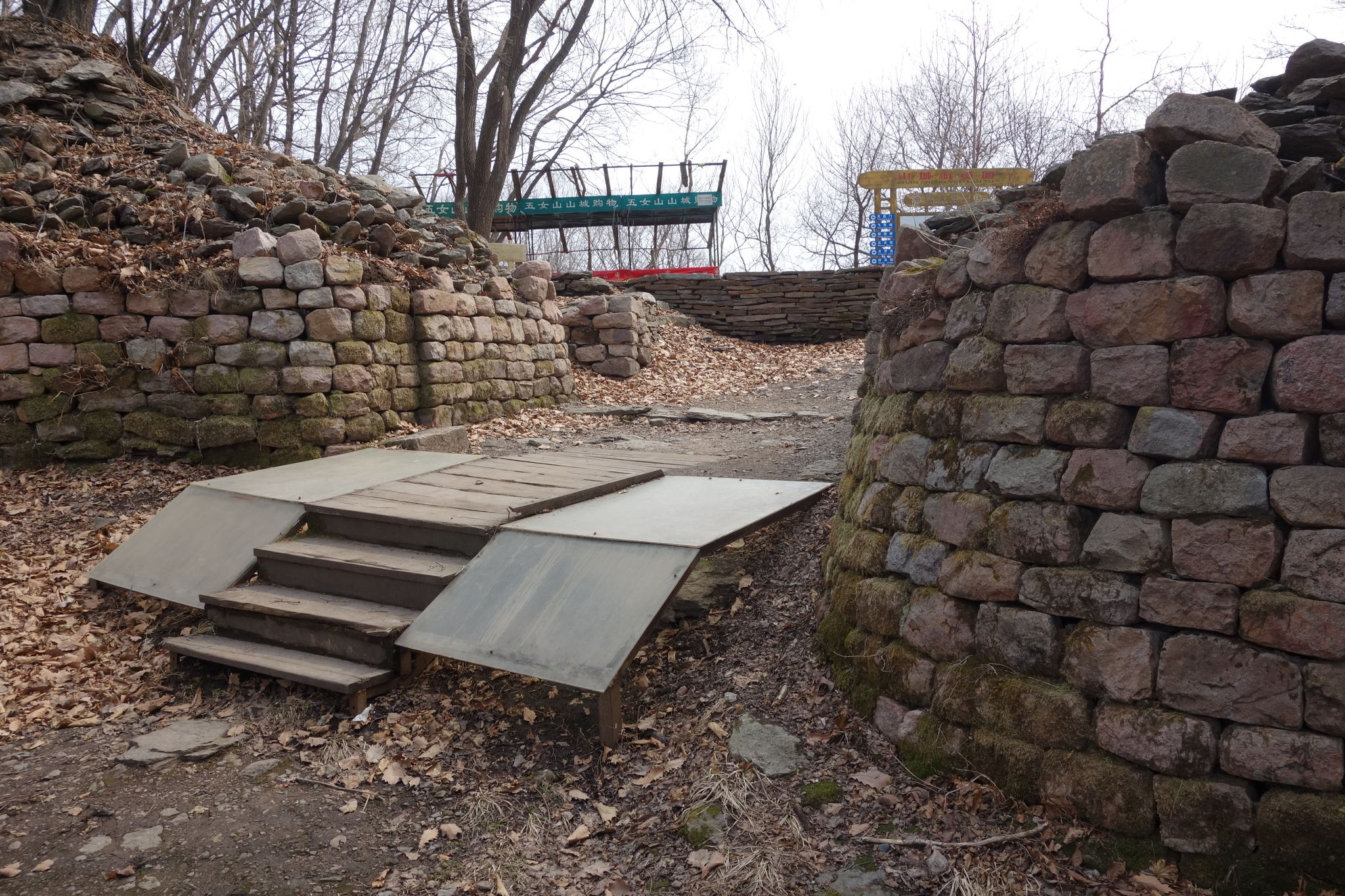
Porte occidentale
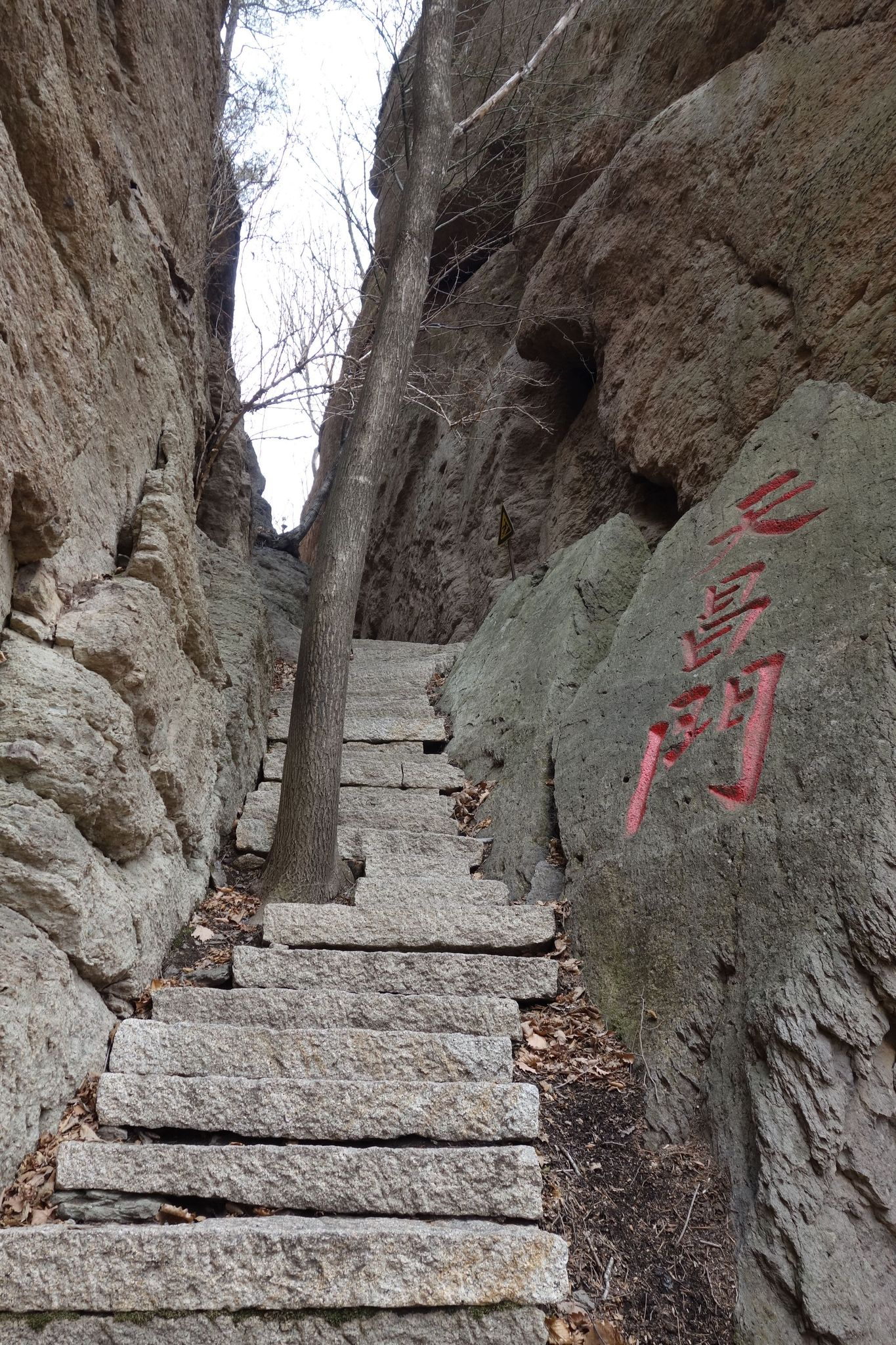
Porte TianChang
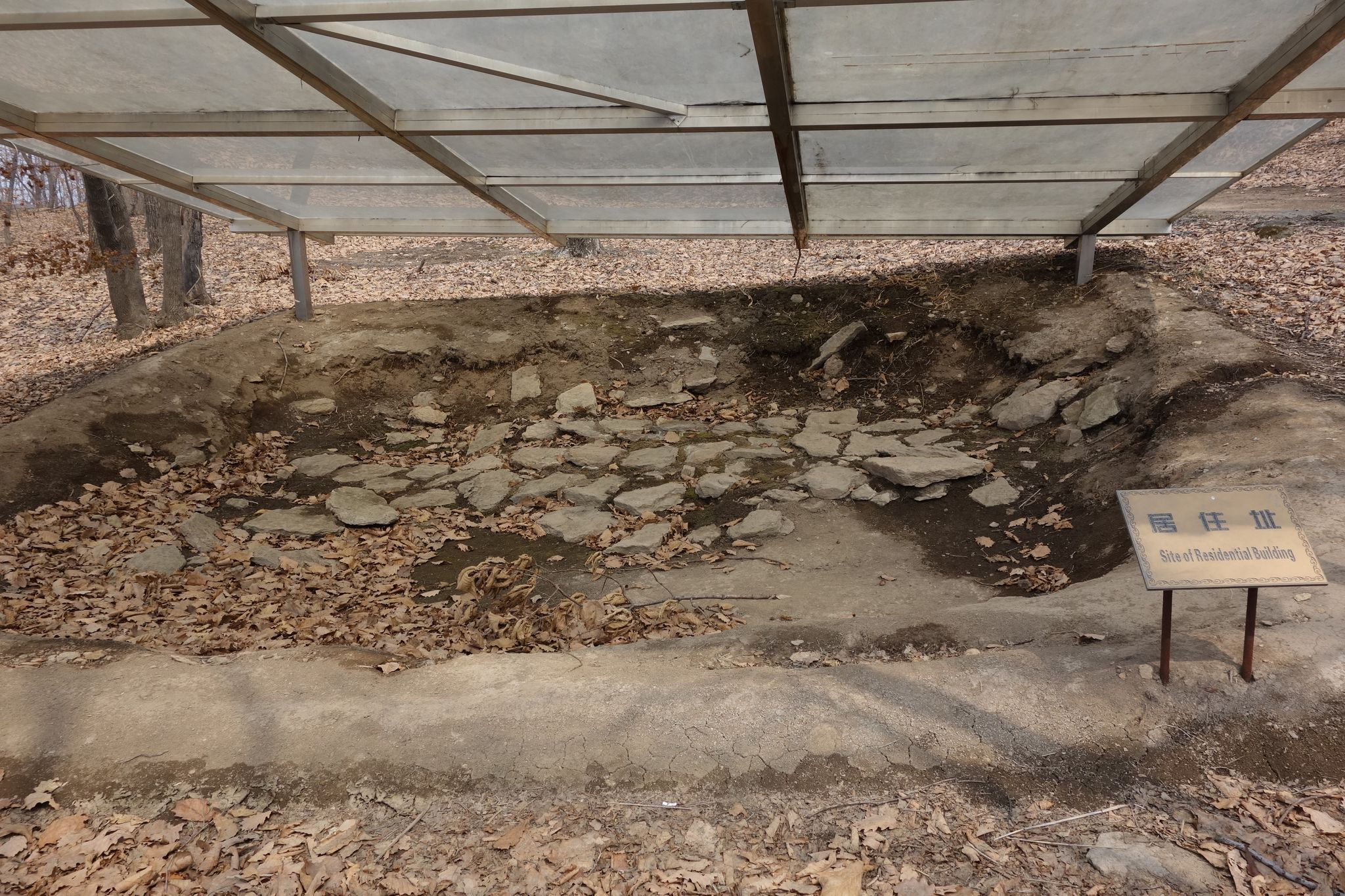
Bâtiment résidentiel

Toutefois, il existe de très grandes différences, inexpliquées (en 2008), entre les informations fournies par les textes historiques et les données recueillies sur le terrain archéologique, telles les fouilles de la forteresse du mont Wunu, connue pour être le site de Hulsunggol-song, la première « capitale » de Koguryo. Or, loin d'y découvrir les traces d'une occupation datant des premiers temps du royaume, on y a seulement découvert (en dehors de présences lors de la Préhistoire) une première occupation aux IVe et Ve siècles.

## Parc national
À 130 km plus à l'est, près de la ville de Ji'an, le parc national forestier de Wunushan a été fondé.